# Hanabuchi Shuhei
Shuhei Hanabuchi (sinh ngày 1 tháng 12 năm 1978) là một cầu thủ bóng đá người Nhật Bản.

## Sự nghiệp câu lạc bộ
Shuhei Hanabuchi đã từng chơi cho Vegalta Sendai và Sony Sendai.